# سوسکچه زرافه‌ای نیوزلندی
سوسکچه زرافه‌ای نیوزلندی(نام علمی: Lasiorhynchus barbicornis) نام یک گونه از تیره سوسکچه‌های دماغ‌دراز است.